# Les Sexareenos
Les Sexareenos est un groupe de rock indépendant canadien, originaire de Montréal, au Québec. Les membres Choyce et Colonel Lingus font aussi partie de CPC Gangbangs.

## Biographie
Le groupe est à l'origine formé sur les cendres d'un autre groupe de punk rock montréalais. Le groupe tire son nom d'un roman de Ron Haydock. 
Après avoir publié quelques EP et singles, tous félicités par la presse spécialisée pour leur énergie, le groupe enregistre un premier album studio, intitulé Live! In the Bed, pour le label Sympathy for the Record Industry. Sorti le 16 mai 2000, il est enregistré au Ghetto Recorders, de Détroit, dans le Michigan, aux États-Unis. En soutien à l'album, Les Sexareenos tournent en Europe, au Japon, et en Australie. En 2001, le groupe sort l'EP Can You Do the Nose Mustache? précédant la sortie en août la même de l'album 14 Frenzied Shakers, chez Sympathy. Le groupe tourne encore une fois, cette fois en Amérique du Nord avec notamment les Deadly Snakes, les Von Bondies, et les Detroit Cobras. 
Une compilation composée de plusieurs vinyles, 28 Party Dancers from Montreal's Finest, est publiée par Sympathy en 2005. Depuis, le groupe ne semble plus donner aucun signe d'activité.

## Membres

### Derniers membres
- Colonel Lingus (Danny Marks) - voix, guitare
- Choyce (Roy Vucino) - voix, guitare
- Blortz (Mark Sultan) - batterie, voix
- « Work With Me » Annie - farfisa, voix

### Anciens membres
- Bridge Mixture - batterie (sur le premier LP et les 3 premiers singles)
- Noamnm Rumnyun - batterie (sur le second LP)

## Discographie

### Albums studio
- 2000 : Live! In the Bed
- 2001 : 14 Frenzied Shakers
- 2005 : 28 Party Dancers From Montreal's Finest

### EP et singles
- 2000 : Can You Do the Nose Mustache?
- 2001 : Les Sexareenos
- 2001 : All Night Gets Gong
- 2004 : I Found You